# Tosca (film 1976)
Tosca è un film TV del 1976, diretto dal regista Gianfranco de Bosio tratto dall'omonima opera lirica di Giacomo Puccini.

## Teleteatro
Il film segue fedelmente ed integralmente il libretto dell'opera di Puccini, avvalendosi della direzione di Bruno Bartoletti e di un cast cantanti lirici di altissimo livello. La regia si allontana dalla teatralità delle tradizionali regie operistiche a favore di un approccio spiccatamente realistico, utilizzando, dove possibile, luci naturali e girando nei luoghi reali della vicenda (la chiesa di Sant'Andrea della Valle, Palazzo Farnese e Castel Sant'Angelo). Il film si fa inoltre ricordare per l'interpretazione di Plácido Domingo, considerata, drammaticamente e musicalmente, una tra le più significative della discografia dell'opera.